# Zadni Mnich
Zadni Mnich (słow. Druhý Mních, Zadný Mních, niem. Mönch II, Hinterer Mönch, węg. Barát II, Hátsó-Barát) – szczyt w grani głównej Tatr Wysokich o wysokości 2172 m. Jako jedyny z trzech Mnichów (pozostałe to Mnich i Żabi Mnich) nie jest widoczny znad Morskiego Oka (zasłania go Mnich), ale widać go np. z drogi nad Morskie Oko, z byłego parkingu na polanie Włosienica.
Ma kształt skalnej igły i jest jednym z bardziej charakterystycznych szczytów Tatr Polskich. Władysław Cywiński uważa go za turnię. Wznosi się pomiędzy Cubryną (2376 m) a Ciemnosmreczyńską Turnią (2142 m), na granicy polsko-słowackiej. Od Cubryny oddziela go Przełączka pod Zadnim Mnichem (2135 m), a od Ciemnosmreczyńskiej Turni Ciemnosmreczyńska Przełączka (ok. 2115 m). Od południa wznosi się nad Doliną Piarżystą, od północy nad Doliną za Mnichem. Północna ściana opadająca na Zadni Mnichowy Upłaz ma około 100 m wysokości. Na Przełączkę pod Zadnim Mnichem grań opada 30-metrowym uskokiem, który przy zejściu wymaga zjazdu na linie, zaś przy wejściu jest jednym z najtrudniejszych (VI) punktów grani głównej Tatr.
W XIX wieku turnię nazywano Cukrową Skałą lub Głową Cukru. Żartobliwe nazwy juhaskie to: Organista, Mnichowa Baba, Mniszka. Nazwa rozpowszechniona na początku XX wieku to Mnich II czy Mnich Drugi. Obecną nazwę wprowadził Gyula Komarnicki (1909 r.), a w wersji polskiej – Mieczysław Świerz (1919 r.).

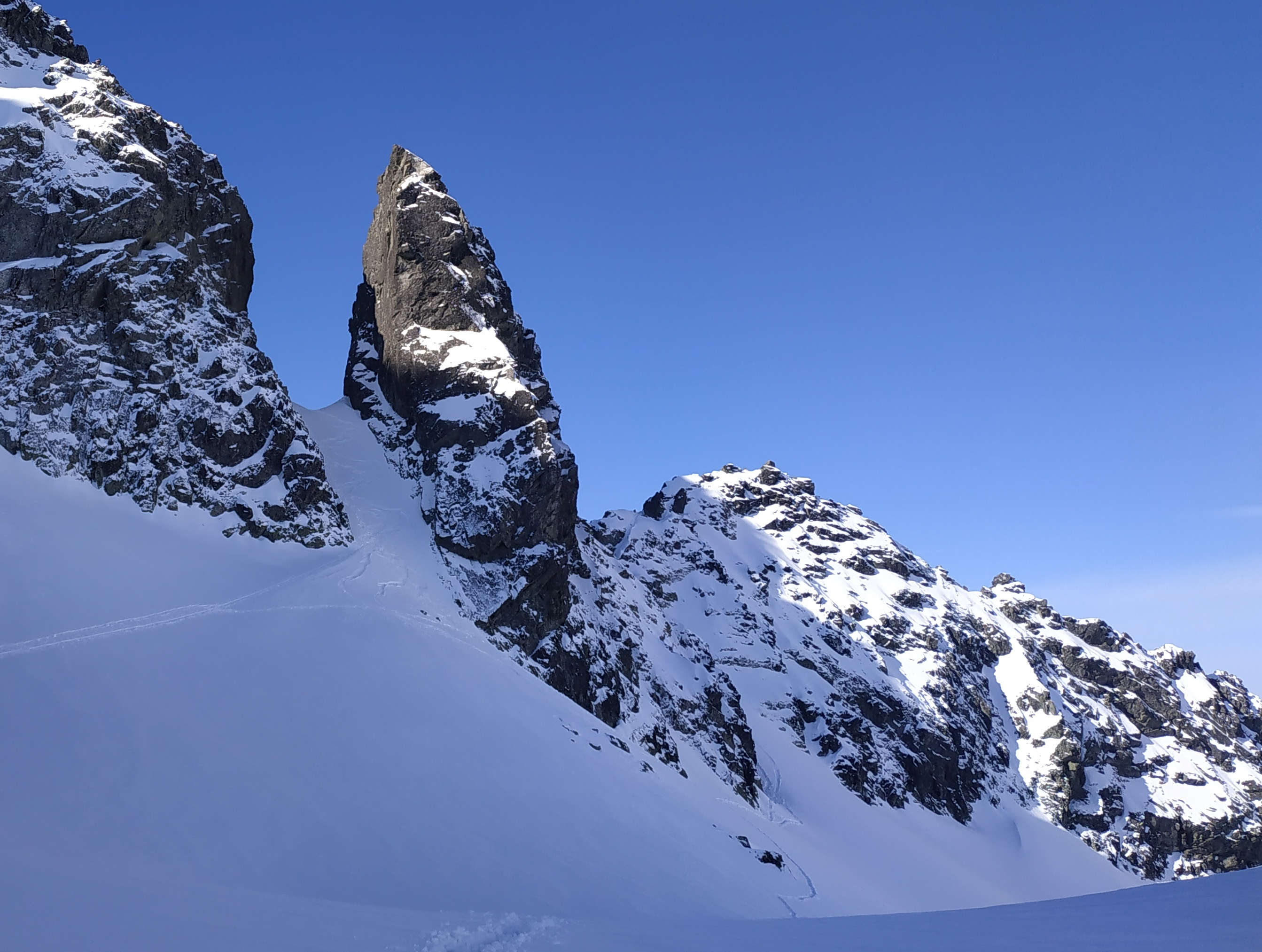
Zadni Mnich od północy

Z rzadkich roślin u podnóży Zadniego Mnicha występują bylica skalna i warzucha tatrzańska – gatunki w Polsce występujące tylko w Tatrach i to na nielicznych stanowiskach.
W 1922 r. Wiktor Biegański kręcił na Zadnim Mnichu odcinek tatrzańskiego filmu Otchłań pokuty.

## Historia zdobycia
Pierwsze wejście:
- letnie – Janusz Chmielowski i Klemens Bachleda, 13 września 1904 r.,
- zimowe – Henryk Bednarski, Józef Lesiecki, Leon Loria i Stanisław Zdyb, 13 marca 1910 r.[4]

## Drogi wspinaczkowe
Przez Zadni Mnich nie prowadzi żaden szlak turystyczny, znajduje się on jednak w rejonie udostępnionym do wspinaczki dla taterników. W. Cywiński o Zadnim Mnichu pisze: Turnia piękna, lita, urwista … Ze względu jednak na krótkość dróg wspinaczkowych ostatnio taternicy zwykle pokonują jednego dnia kilka dróg. Wykaz dróg:
- Z Ciemnosmreczyńskiej Przełączki. Jest to najłatwiejsze wejście. W zależności od wariantu I lub II w skali UIAA, czas przejścia 15 min,
- Prawym filarem; III, 1 h. 15 min,
- Kominem Głazków; V, 2 h,
- Kompleks Stolicy; VII+/VIII–VI.2/VI.2+, 1h,
- Droga Gromka; VI+–VIII, 1 h,
- Prawą częścią ściany („Masowanie Kompleksów”); VII+/VIII, 30 min,
- Droga Mroza; VII-, 4h,
- Droga Motyki; V, jedno miejsce VI-, 1h,
- Lewą częścią pd.-wsch. ściany i pd. krawędzią (droga Orłowskiego); VI, 1 h,
- Prawą krawędzią ściany (droga Janowskiego); V+, 1h,
- Prawym skrajem ściany (droga Nyki); VI, 1h,
- Środkiem pd.-zach. Ściany (Wakacje w Tybecie); VII, 30 min,
- Lewą częścią pd.-zach. Ściany; V, 1 h[2].